# سيات 124 سبورت
سيات 124 سبورت (بالإنجليزية: SEAT 124 Sport)‏ هي سيارة من تصنيع شركة سيات.

## مرجع
1. ↑  
"Ultimatecarpage.com -". مؤرشف من الأصل في 2018-07-11. اطلع عليه بتاريخ 2014-03-26.